# Erwin Skamrahl
Erwin Skamrahl (8 marzo 1958) è un ex velocista tedesco.

## Palmarès

### Mondiali
- 1 medaglia:
  - 1 argento (Helsinki 1983 nella staffetta 4x400 m)

### Europei
- 2 medaglie:
  - 1 oro (Atene 1982 nella staffetta 4x400 m)
  - 1 bronzo (Atene 1982 nella staffetta 4x100 m)

### Europei indoor
- 1 medaglia:
  - 1 oro (Milano 1982 nei 200 m piani)